# Moreton on Lugg
Moreton on Lugg est une paroisse civile et un village du Herefordshire, en Angleterre.